# Eochroma pulchella
Eochroma pulchella är en fjärilsart som beskrevs av William Schaus 1905. Eochroma pulchella ingår i släktet Eochroma och familjen Megalopygidae. Inga underarter finns listade i Catalogue of Life.